# Судилківська волость
Судилківська волость — адміністративно-територіальна одиниця Ізяславського повіту Волинської губернії з центром у містечку Судилків. 
Наприкінці ХІХ ст. до складу волості увійшли поселення Коса Рішнівка та Серединці ліквідованої Городищенської та поселення Велика Рішнівка ліквідованої Новоселицької волостей. Натомість поселення Броники та Городявка відійшли до складу Хоровецької волості.
Станом на 1886 рік складалася з 8 поселень, 7 сільських громад. Населення — 4807 осіб (2391 чоловічої статі та 2416 — жіночої), 449 дворових господарств.
|                     | Площа, десятин | У тому числі орної, десятин |
| ------------------- | -------------- | --------------------------- |
| Сільських громад    | 5086           | 3003                        |
| Приватної власності | 8866           | 525                         |
| Казенної власності  | 611            | —                           |
| Іншої власності     | 274            | 165                         |
| Загалом             | 14837          | 3693                        |

Поселення волості:
- Судилків — колишнє власницьке містечко, 2100 осіб, 190 дворів, волосне правління (24 версти від повітового міста); православна церква, каплиця, школа, лікарня, 4 постоялих дворів, 9 постоялих будинків, 30 лавок, 5 водяних млинів, вітряк, цегельний, пивоварний та винокурний заводи. За 12 верст - лісопильний завод.
- Броник — колишнє власницьке село, 232 особи, 30 дворів, школа.
- Білокриниця — колишнє власницьке село, 619 осіб, 67 дворів, православна церква, школа, постоялий будинок.
- Городявка — колишнє власницьке село при струмкові Лазнявка, 282 особи, 15 дворів, школа, постоялий будинок.
- Лозична — колишнє власницьке село, 350 осіб, 43 двори, православна церква, школа, постоялий будинок.
- Траулин — колишнє власницьке село, 576 осіб, 50 дворів, православна церква, школа, постоялий будинок.